# Römische Villa bei Pitney
Die Römische Villa bei Pitney war eine römische Villa nahe dem heutigen Dorf und Gemeinde Pitney im Distrikt South Somerset, England. Sie wird in der Forschung oftmals als Villa Pitney I bezeichnet, da es hier noch eine weiter römische Villa gab.
Ihre Reste konnten in den Jahren 1828 bis 1829 ausgegraben werden. Die Anlage ist relativ gut dokumentiert und fällt durch ihre Größe und reiche Ausstattung auf. Die Villa lag im Umkreis der römischen Stadt Lindinis in der Provinz Britannia (Britannien), einer Gegend die besonders viele reiche Villen aufweist.
Die Villa bestand aus diversen Gebäuden, die sich um einen großen Hof gruppierten. An der einen Seite fanden sich die Wohnbauten des Hausherrn. Diverse Räume hatten Hypokausten, andere waren mit Mosaiken ausgestattet. Bei der Auffindung um 1828 fast vollständig erhalten waren ein Mosaik mit der Darstellung der als Eroten personifizierten vier Jahreszeiten und ein weiteres, in einem Nachbarraum liegendes, mit mythologischen Figuren. Die Mosaiken sind heute nur noch in Kopien erhalten, die bei der Ausgrabung gemacht wurden. Die Frontseite der Villa, die sich zum Hof öffnete, war wahrscheinlich mit Kolonnaden geschmückt. Auf der anderen Seite des Hofes fanden sich Wirtschaftsgebäude, wozu Ställe, aber auch Wohnräume der Bediensteten gehörten. An den Seiten des Hofes lagen ein Bad und weitere Wirtschaftsgebäude. Im Hof fanden sich Reste zweier beschrifteter Grabsteine, einer von ihnen gehört einem 13-jährigen Mädchen.